# L盤アワー
L盤アワー（エルばん・アワー）は、ラジオ東京→東京放送（現・TBSラジオ）で、1954年（昭和29年）10月6日から1969年（昭和44年）4月13日まで、日本コロムビアの提供により、毎週水曜日22:30から放送されていた、洋楽専門の音楽番組である。

## L盤について
放送当時、日本コロムビアは1967年（昭和42年）6月末まで提携関係にあったアメリカ合衆国のコロムビア・レコード（米コロムビア社、現：米ソニー・ミュージックエンタテインメント社〈SMEI〉）が制作した洋楽を、“Limited（リミテッド）”の頭文字から取った「L」で始まる規格番号を付けて発売していた。「L」で始まるものはSP盤の時代のものであり、17cmシングル盤においては「LL」で始まる規格番号を付与した。これらは米コロムビア社に限らず、それ以外の海外レーベルにも用いられ、すなわち日本コロムビアから発売された洋楽は総じて「L盤」と呼ばれていた。この「L盤」の新譜にスポットを当てて紹介していた番組である。

## 番組内容
歴代のディスクジョッキーは、薗冷子→大平透・弘田三枝子・竹山昭子→一谷伸江→ばばこういち。薗が担当した時代の番組冒頭のあいさつは、「…北から南まで、全国民間放送27局をネットしてお送りしております『L盤アワー』。（中略）さあ、あなたのリクエスト曲を、お送りできるでしょうか?　おしゃべりはこのくらいにして…さっそく今週のL盤、参りましょう!!」。また当時の番組テーマ曲は、パーシー・フェイス楽団の「恋をして（In Love）」である。なお1960年代後半に入ると、洋楽と併せ、CBSレーベルを通じて発売した和製ポップス（例：エミー・ジャクソン、ジャッキー吉川とブルー・コメッツ、ヴィレッジ・シンガーズ等）も紹介するようになり、ばば担当の番組末期には、内外のポップスに関する音楽情報を中心とした若年層向けの構成に転換した。

## 放送局および放送時間
| 放送局       | 曜日 | 放送時間      | 備考 |
| ------------ | ---- | ------------- | ---- |
| ラジオ東京   | 水   | 22:30 - 23:00 |      |
| 東北放送     | 木   | 18:20 - 18:50 |      |
| 新日本放送   | 土   | 23:10 - 23:40 |      |
| 山陽放送     | 水   | 20:30 - 21:00 |      |
| 四国放送     | 水   | 22:15 - 22:45 |      |
| ラジオ南日本 | 金   | 18:15 - 18:45 |      |
| 福井放送     | 木   | 20:00 - 20:30 |      |